# Trasplante de un cerebro
Trasplante de un cerebro (comercialitzada a Itàlia com a Crystalbrain, l'uomo dal cervello di cristallo i als Estats Units com a Transplant of a Brain) és una pel·lícula de ciència-ficció i terror de coproducció hispano-italiana dirigida per Juan Logar protagonitzada per Eduardo Fajardo i Simón Andreu. Fou estrenada a Itàlia el 23 de desembre de 1970 i a Espanya el 14 de febrer de 1972.

## Sinopsi
Clifford és un jutge de Londres a qui li queda molt poc temps de vida. Per això accepta sotmetre's a un experiment consistent en un trasplantament de cervell donat pel jove Ginetto, un immigrant italià que va morir atropellat per un cotxe quan anava a reconciliar-se amb la seva xicota Mariela. L'operació és un èxit des del punt de vista quirúrgic, pero un cop superada la intervenció el jutge no es reconeix, tampoc reconeix la seva família, els seus amics ni la seva professió. Es troba com si fos una altra persona, ja que el noi de qui era el cervell es troba viu a la seva ment.

## Repartiment
- Eduardo Fajardo...	Clifton Reynolds
- Simón Andreu...	Ginetto Lamberti
- Silvia Dionisio	...	Mariela
- José Guardiola	...	Vittorio Lamberti
- Andrés Mejuto 	...	Police Inspector
- Malisa Longo	...	Giovanna
- Sergio Mendizábal	...	Dr. Henkel
- Calisto Calisti	...	Comissari Giuliani
- Luis Induni ...	Advocat Maggi

## Premis
Pel seu paper Simón Andreu va rebre el premi al millor actor principal als Premis del Sindicat Nacional de l'Espectacle de 1970.